# Media vita in morte sumus

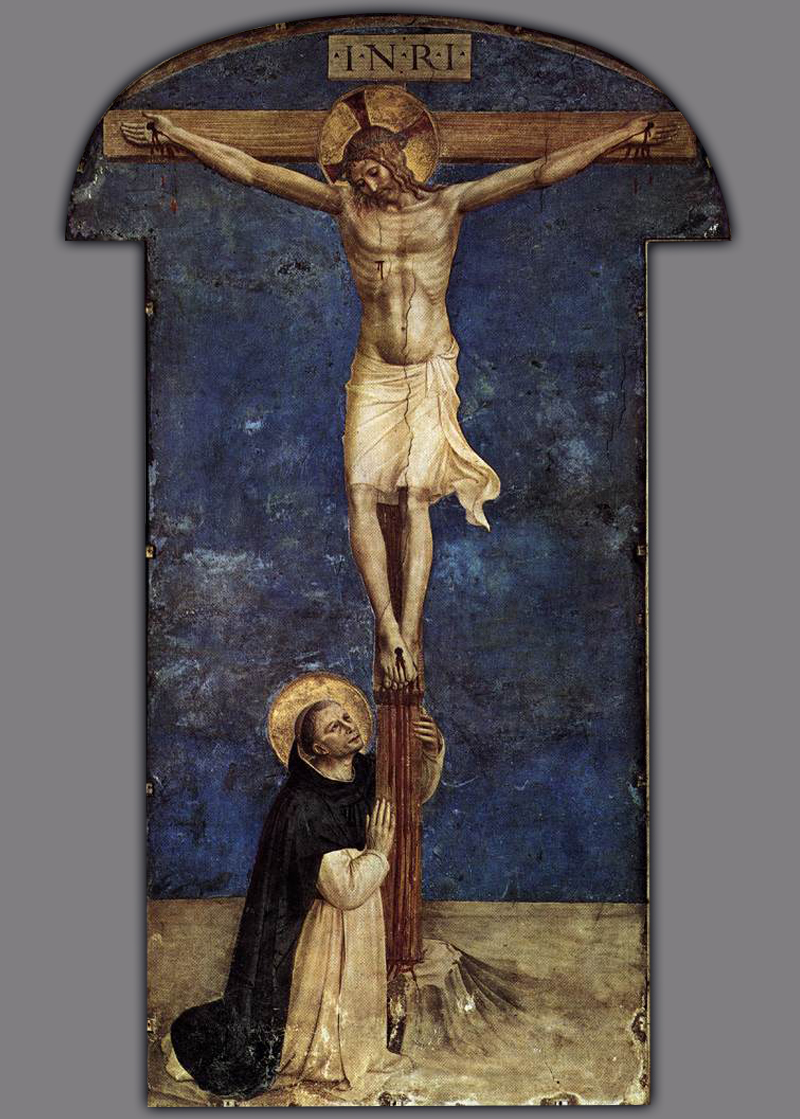
Titre :
Media vita in morte sumus (incipit)
Genre :
antienne, répons et le reste
Auteur :
inconnu ou anonyme
Manuscrits les plus anciens :
Italie du Nord, France et Angleterre
(XIe siècle, liturgie locale)
Composition :
Ire partie Media vita
- XIe siècle (nouvelle composition)
IIe partie Sancte Deus
- Trisagion (issu du rite byzantin)
Image :
Fra Angelico, Saint Dominique au pied de la Croix
(couvent San Marco, 1442).

Le chant Media vita in morte sumus est à l'origine une antienne grégorienne. Celle-ci était traditionnellement attribuée à Notker le Bègue, moine de l'abbaye de Saint-Gall. Toutefois, il s'agissait d'une fusion entre un texte du XIe siècle et le rite gallican ancien duquel l'origine peut être attribuée à la liturgie byzantine,.

## Texte
| latin | français |
| --- | --- |
| Media vita in morte sumus ; quem quærimus adiutorem, nisi te, Domine ? qui pro peccatis nostris iuste irasceris. Sancte Deus, Sancte fortis, Sancte misericors Salvator, amaræ morti ne tradas nos. | Au milieu de la vie, nous sommes dans la mort ; quel secours chercher, sinon vous, Seigneur ? vous qui à bon droit êtes irrité de nos péchés. Saint Dieu, Saint fort, Saint Sauveur miséricordieux, ne nous livrez pas à la mort amère. |

## Partition

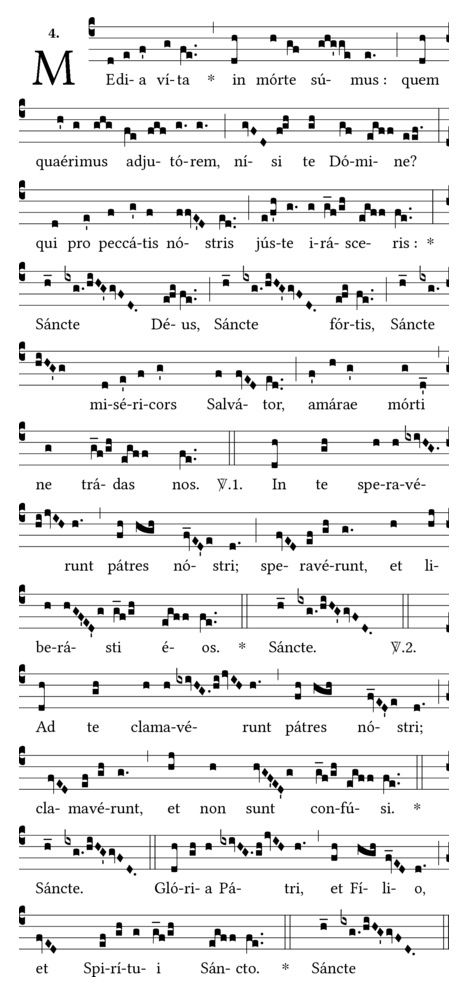

## Commentaire de texte
Camille Bellaigue (1898) :
« Imprécation ou supplication. C'est un chant tragique et sublime. « Sancte Deus ! ... Sancte fortis ! ... Sancte misericors ! » Sur chaque Sancte ! les voix se laissent tomber lourdement, puis remontent, comme si toute l'humanité chargeait cette note unique de tout le poids de son épouvante et de sa misère, pour se relever aussitôt de toute la force de sa foi et de son espérance. »

(L'auteur parlait de la composition en grégorien par analogie avec Jésus-Christ sur la Croix.)
D'ailleurs, il est à remarquer que le texte n'est pas issu de la Bible ni des écritures des Pères de l'Église (à savoir, pas de la tradition patristique). En effet, le chant possède un caractère pénitentiel.

## Historique

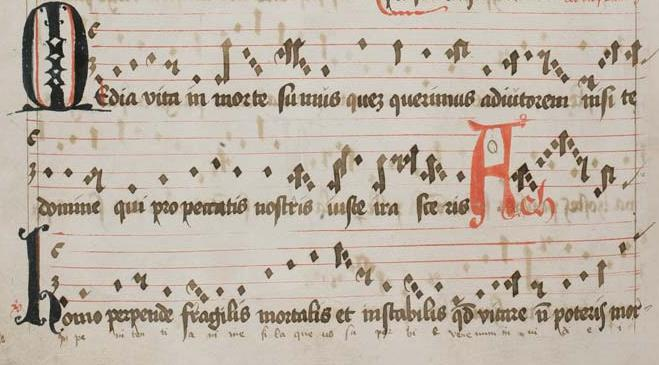
Manuscrit 546 (vers 1510) de la bibliothèque de l'abbaye de Saint-Gall, folio 319v, qui manque de partie de Sancte Deus, Sancte fortis (extrait de folio). En fait, ce manuscrit adoptait, au lieu du Trisagion, un autre verset Homo perpende fragilis ; Mortalis et instabilis ....
Celui-ci donne deux renseignements importants.
I. Le manuscrit ne mentionnait pas, comme auteur, le nom de Notker, si ce dernier était un moine distingué de ce monastère. À vrai dire, aucun manuscrit de cette bibliothèque ne le mentionnait.
II. La notice ajoutée au-dessus de cette notation : Sequentia pulcherrima antiphona cum versibus posterioribus (Séquence en tant que belle antienne avec verset postérieur). Il est évident qu'à l'origine, le chant n'avait pas la totalité de texte actuel. L'antienne Media vita était composée, à l'origine, de deux parties dont le Trisagion.

Stricto sensu, ne fut pas identifiée l'origine de la première partie de l'antienne Media vita in morte sumus, un texte ecclésiastique. Le manuscrit le plus ancien, celui-du XIe siècle, indique toutefois que cette pièce fut composée en dehors du rite romain et en tant que liturgie locale.

### Attribution légendaire
La rédaction du texte latin et la composition de l'hymne sont souvent attribués à Notker le Bègue († 912) qui l'aurait fait figurer dans son œuvre Liber Ymnorum, écrite à l'abbaye de Saint-Gall en 884. Cette hypothèse est notamment soutenue par la bibliothèque nationale de France. Pourtant, au XXe siècle, Dom Jean Claire de l'abbaye Saint-Pierre de Solesmes conteste cette attribution traditionnelle, faute de manuscrits. En fait, la première attribution n'apparaît qu'au XVIIe siècle tandis que les documents provenant des archives européennes indiquent une origine du manuscrit autre que Saint-Gall.

### Manuscrits à partir du XIe siècle
Pour les études scientifiques, ce chant possède une difficulté considérable. Les manuscrits les plus anciens ne remontent qu'au XIe siècle. De surcroît, ces quatre documents conservés dans les archives sont issus d'Autun en France, de Vérone ainsi que de Novalaise en Italie et d'Exeter en Angleterre. Avec cette vaste diffusion, il est difficile à établir l'origine exacte. Or, un moine lombard déclarait que l'on chantait dans cette région la Media vita depuis ce XIe siècle et qu'auparavant le verset n'était pas ajouté. Les manuscrits les plus anciens indiquent qu'au XIe siècle, on chantait la Media vita sans verset, à savoir, cela signifie qu'elle n'était pas nécessairement une antienne réservée au Nunc dimittis.  
La comparaison parmi les manuscrits restants permettent cependant d'établir que deux caractéristiques contraires dans ce chant. D'une part, la deuxième strophe Sancte Deus possède une forte uniformité, c'est-à-dire, il existe peu de variantes locales. D'autre part, au contraire, hormis ce Trisagion, il y a assez beaucoup de variantes qui étaient très différentes. Et souvent, on la chantait avec d'autres versets selon le contexte liturgique.
L'hypothèse de Dom Claire était donc que le texte et la mélodie auraient été composés en Italie du nord, mais à l'origine sans verset. Il est probable que la composition fut effectuée au XIe siècle ou peu auparavant.

### Tradition des Dominicains

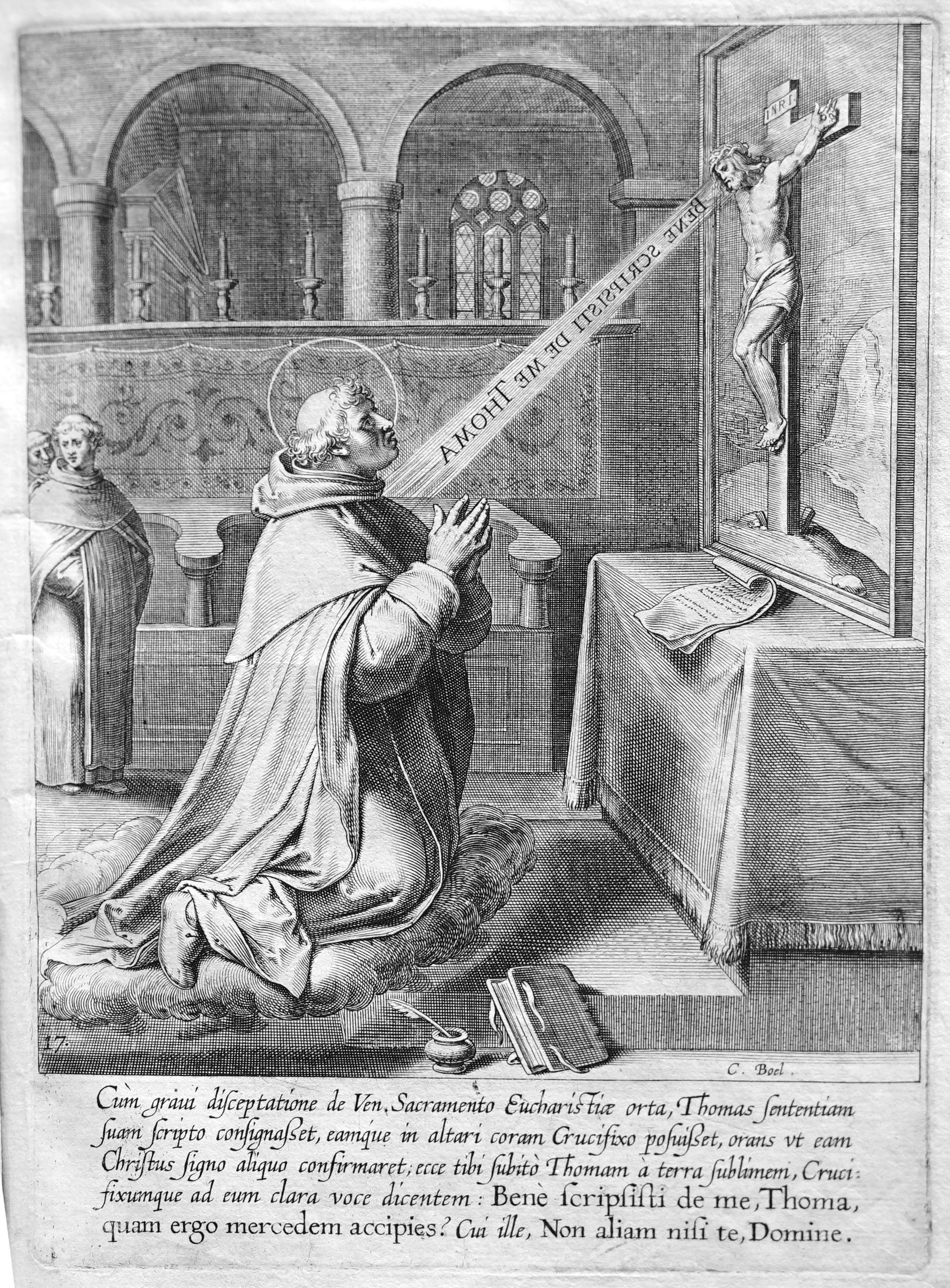
Présentation de la vie de Thomas d'Aquin, gravure d'Otto van Veen.
Réponse de saint Thomas :
Non aliam nisi te, Domine.

L'antienne Media vita était citée dans la première bibliographie de saint Thomas d'Aquin, écrite par Guillaume de Tocco vers 1320. Les contemporains étaient témoins pour Thomas d'Aquin qui pleura, un soir, lors de l'office des complies de Carême, en entendait cette antienne avant le cantique Nunc dimittis. Il s'agit d'ailleurs d'un témoignage que les Dominicains pratiquaient cette antienne en faveur de l'office, au XIIIe siècle.
En cherchant son explication, Dom Claire retrouva finalement un texte dans la même Vita S. Thomæ Aquinatis chapitre 34 de Tocco, Domine, non nisi te. Un jour, le théologien répondit à une question, qui lui demandait quelle récompense obtiendront ses travaux : il n'y a pas d'autre récompense que toi, Seigneur, ce que signifie non, ni si te, Domine. Sans doute saint Thomas avait-il découvert définitivement sa propre pensée dans cette antienne.
Il semble qu'avec cette attitude de saint Thomas d'Aquin, la pratique de la Media vita soit devenue concrète auprès des Dominicains.

### Études des chants de Carême
Cette histoire de Thomas d'Aquin suffisait d'intéresser Dom Claire sur les chants de Carême qui étaient pratiqués auprès des Dominicains. Dans les années 1990, après avoir examiné de nombreux documents qui étaient assemblés à l'abbaye Saint-Pierre de Solesmes, il trouva la trace du texte dans un trope introduisant au Trisagion (Sancte Deus, Sancte fortis, Sancte immortalis, miserere nobis,) dans la liturgie gallicane ancienne.
En 2004, avant son décès, Dom Claire conclut : « Bref, il devient à mesure que l'on réfléchit à tout cela que le texte ecclésiastique de Media vita a été composé pour faire chanter le Trisagion, le présenter, le colorer. » Ce dernier était un texte du rite gallican, rite qui avait été supprimé au VIIIe siècle par Pépin Le Bref et son fils Charlemagne en faveur du rite romain.
Il est à noter que ce n'est pas par hasard que Dom Claire a choisi ce texte à la fin de sa vie.

## Fonctions liturgiques
En admettant qu'il s'agisse, dans l'usage le plus connu, d'un chant réservé au cantique Nunc dimittis, on s'aperçoit, dans l'usage historique, une utilisation très variée, ce qui demeure une caractéristique particulière de ce chant. Ainsi, au Moyen-Âge en Allemagne, ce chant était celui de la procession, notamment à l'occasion des jours des Rogations. Cela suggère que son origine peut être un chant d'antienne. Or, pour les offices, il s'agissait souvent d'un répons au Nunc dimittis de complies pendant le Carême. Cette pratique était remarquée dans la liturgie dominicaine,. (D'ailleurs, les Dominicains gardent toujours cette tradition, par exemple, dans le recueil Cantus Selecti sorti en 2017 . Voir aussi Tradition des Dominicains.) Dans l'antiphonaire de Hartker, le folio inséré au XIIIe siècle indique que celui-ci était attachée à l'antienne Salve Regina qui était un usage encore particulier. En outre, dans un contexte moins liturgique, le chant était parfois exécuté par des religieux afin de lutter contre les infidèles ou ennemis de l'Église (contra malefactores ecclesiæ) ou lors de la condamnation. Cette pratique fut finalement finie par une décision du concile de Cologne tenue en 1316, qui interdisait de chanter le Media vita contre quelqu'un, à moins d'une permission de l'archevêque,.
Dom Jean Claire comptait donc assez nombreux usages de Media vita :
1. antienne au Nunc dimittis des complies
2. tous les vendredis de l'année (XIIe siècle à Nevers)
3. les mercredis et les vendredis de Carême jusqu'au cinquième dimanche
4. pendant le Carême, mais sans précision
5. à partir du troisième dimanche de Carême, sans précision
6. le quatrième dimanche de Carême
7. le cinquième dimanche de Carême
8. le Samedi Saint (Bamberg)
9. le 31 décembre (abbaye Saint-Martin de Tours)
10. à la fin des processions du dimanche
11. à la procession des Rogations
12. dans la liturgie des défunts
13. aux complies
14. à la fête des Fous
15. en dehors de la liturgie

## Reprises musicales
Plusieurs chefs-d'œuvre importants de la musique sacrée en polyphonie sont basées sur cette antienne. Notamment Nicolas Gombert la mit en musique. 
La pièce de John Sheppard sur ce texte en est une élaboration complexe d'une durée de vingt minutes. Sorti en 1989, l'enregistrement de cette dernière par The Tallis Scholars avait connu un immense succès, grâce auquel plusieurs disques suivirent. Le musicologue de l'université d'Oxford Robert Quinney considère que ce chef-d'œuvre de Sheppard avait été composé en faveur des obsèques de Nicholas Ludford († 1557), victime de la pandémie de grippe qui dévastait Londres. Cela peut expliquer une profonde émotion que l'œuvre y manifeste. 

### Motet
- Stephan Mahu (vers 1485 - † vers 1541) : motet[7]
- Ludwig Senfl (vers 1486 - † vers 1543) : motet à 6 voix[8]
- Nicolas Gombert (vers 1495 - † vers 1556) : motet à 6 voix, dans les Motetti del frutto a sei voci[at 1] (Venise, 1539)[at 2],[9] [écouter en ligne]
- Pierre de Manchicourt (vers 1510 - † 1564) : motet[10]
- John Sheppard (vers 1515 - † 1558) : motet à 6 voix[11] [écouter en ligne]
- Roland de Lassus (1532 - † 1594) : motet [écouter en ligne]
- Jacobus Gallus (1550 - † 1591) : motet[12]
- Henry Du Mont (1610 - † 1684) : motet à 5 voix[13] [écouter en ligne]

### Messe parodie
- Nicolas Gombert : Messe Media vita[at 3] (Venise, 1542)[at 2] [écouter en ligne]

### Œuvre instrumentale
- Ed Hughes (1968 - ) : Trio avec piano inspiré par de intenses et puissantes harmonies du motet de John Sheppard Media vita, 1991[14]

## Discographie deMedia vitade John Sheppard
- 1989 : interprété par Peter Phillips, The Tallis Scholars, Gimell Records CDGIM016
- 2007 : interprété par Paul McCreesh, Gabrieli Consort, Deutsche Grammophon GH4776605
- 2010 : sans chef de chœur, Stile Antico, Harmonia Mundi USA HMU807509[15]
- 2010 : interprété par Harry Christophers, The Sixteen, Coro COR16077
- 2015 : interprété par Owen Rees, Contrapunctus, Signum Classics SIGCD408
- 2015 : interprété par Markdavin Obenza, The Byrd Ensemble, Scribe Records
- 2017 : interprété par Martin Baker, Westminster Cathedral Choir, Hyperion Records CDA68187
- 2020 : interprété par David Skinner, Alamire, Inventa Records INV1003
- 2020 : interprété par Robert Quinney, Choir of New College Oxford, Linn Records CKD632

### Notices
- Notice de la bibliothèque nationale de France :
- Académie de chant grégorien (Belgique) :

### Articles
- The New York Times, article par David Allen sur la Media vita de John Sheppard, le 31 décembre 2020 : From a 1550s Pandemic, a Choral Work Still Casts Its Spell (en)[lire en ligne]